# Парк-арборетум (Руське Поле)
Парк-арборе́тум — парк-пам'ятка садово-паркового мистецтва місцевого значення в Україні. Об'єкт розташований на території Тячівського району Закарпатської області, в центальній частині села Руське Поле, при вул. Набережній. 
Площа 2 га. Статус отриманий згідно з рішенням облвиконкому від 18.11.1969 року № 414, рішенням облвиконкому від 25.07.1972 року № 243, рішенням облвиконкому від 23.10.1984 року № 253. Перебуває у віданні: Русько-Полівська сільська рада. 
Статус дано для збереження парку з цінними насадженнями деревних порід. У парку розташована ботанічна пам'ятка природи — «Дуб звичайний».